# Hieroglifele egiptene
Hieroglifele egiptene erau sistemul de scriere formal folosit în Egiptul Antic. Hieroglifele combinau elemente logografice, silabice și alfabetice, cu un număr de aproximativ 1.000 de caractere diferite. Hieroglifele cursive au fost folosite pentru scrierea literaturii religioase pe papirus și lemn. Scrierea hieratică și cea demotică de mai târziu derivă din scrierea hieroglifică, așa cum a fost și cea proto-sinaitică care a evoluat ulterior în alfabetul fenician. Printre sistemele de scriere care s-au născut din alfabetul fenician se numără scrierea greacă și cea aramaică. Scrierea hieroglifică egipteană este strămoș pentru majoritatea sistemelor de scriere în uz, cele mai răspândite find alfabetele latin și cel chirilic (prin cel grec), abjadul arab și familia brahmică de scrieri (prin aramaică).
Folosirea scrierii hieroglife a apărut din sistemele de simboluri proto-alfabetizate din Epoca de Bronz timpurie, în jurul secolului al XXXII-lea î.Hr. (Naqada III), cu prima frază descifrăbilă scrisă în limba egipteană datând din A II-a Dinastie (secolul al XXVIII-lea î.Hr.). Hieroglife egiptene s-au dezvoltat într-un sistem de scriere matur, folosit pentru inscripții monumentale în limba clasică din perioada Regatului Mijlociu. În această perioadă, sistemul a folosit aproximativ 900 de semne diferite. Folosirea sistemului ăstuia de scriere a continuat în Regatului Nou și în Perioada Târzie, și până în perioada persană și în cea ptolemeică.
Odată cu închiderea definitivă a templelor păgâne în secolul al V-lea, cunoștințele despre scrierea hieroglifică au fost pierdute. Deși s-au făcut încercări, scrierea a rămas nedescifrată pe tot parcursul Evului Mediu și în perioada modernă timpurie. Descifrarea scrierii hieroglifice a fost realizată în cele din urmă în anii 1820 de Jean-François Champollion, cu ajutorul Pietrei Rosetta.

## Etimologie
Cuvântul hieroglifă vine de la adjectivul grecesc ἱερογλυφικός (hieroglyphikos), compunere dintre ἱερός (hierós) și γλύφω (glýphō).
Hieroglifele însăși, încă din perioada ptolemeică, au fost numite τὰ ἱερογλυφικὰ [γράμματα] (tà hieroglyphikà [grámmata]) „literele sacrate gravate”, contrapartida greacă a expresiei egiptene mdw.w-nṯr „cuvintele zeului”. Grecescul ἱερογλυφός însemna „un sculptor de hieroglife”.
Scrierea egipteană pentru hieroglife:  
| n · t · r | R8 | m | d | w | t | S43 | Z1 · Z1 · Z1 |

sau mai simplu: 
| R8 | S43 | Z1 · Z1 · Z1 |

(adesea tradus medew-netjer „Cuvintele Divine”).

## Sistem
Champollion avea ca definiție a sistemului hieroglific, "un sistem complex, o scriere figurativă, simbolică și fonetică, în același timp, într-un același text, aceeași frază, uneori același cuvânt.".
În funcție de context, un același caracter poate avea un sens:
- figurativ (ideografic), caracterul exprimă ceea ce reprezintă el;
- simbolic, caracterul exprimă o idee diferită de ceea ce reprezintă el;
- fonetic, caracterul este utilizat ca și literă într-un cuvânt, fără altă valoare în afara sunetului care îi corespunde în ansamblul de sunete al cuvântului.

Apariția hieroglifelor este considerată a fi către 3500 î.e.n. Inițial exclusiv figurativă, având în jur de 700 de caractere, scrierea hieroglifică s-a îmbogățit în timp, ajungând la nu mai puțin de 5.000 caractere în epoca greco-romană.

### Simboluri uniliterale sau monoliterale
| A |

| A |

| i |

| i |

| i | i |

| i | i |

| y |

| y |

| a |

| a |

| w |

| w |

| W |

| W |

| b |

| b |

| p |

| p |

| f |

| f |

| m |

| m |

| n |

| n |

| r |

| r |

| h |

| h |

| H |

| H |

| x |

| x |

| X |

| X |

| s |

| s |

| z |

| z |

| S |

| S |

| q |

| q |

| k |

| k |

| g |

| g |

| t |

| t |

| T |

| T |

| d |

| d |

| D |

| D |

### Simboluri biliterale
| Aw |

| Aw |

| Ab |

| Ab |

| Ax |

| Ax |

| E9 |

| E9 |

| D54 |

| D54 |

| ib |

| ib |

| Z11 |

| Z11 |

| nw |

| nw |

| in |

| in |

| ir |

| ir |

| A48 |

| A48 |

| M40 |

| M40 |

| V15 |

| V15 |

| aA |

| aA |

| F16 |

| F16 |

| aq |

| aq |

| aD |

| aD |

| wA |

| wA |

| wa |

| wa |

| wp |

| wp |

| wn |

| wn |

| wr |

| wr |

| wD |

| wD |

| bA |

| bA |

| bH |

| bH |

| pA |

| pA |

| pr |

| pr |

| pH |

| pH |

| T9 |

| T9 |

| T10 |

| T10 |

| mA |

| mA |

| mi |

| mi |

| mw |

| mw |

| mn |

| mn |

| N36 |

| N36 |

| mr |

| mr |

| Ab |

| Ab |

| mH |

| mH |

| ms |

| ms |

| mt |

| mt |

| G14 |

| G14 |

| md |

| md |

| nb |

| nb |

| nm |

| nm |

| M22 | M22 |

| M22 | M22 |

| nH |

| nH |

| ns |

| ns |

| nD |

| nD |

| rw |

| rw |

| rs |

| rs |

| HA |

| HA |

| Hw |

| Hw |

| Hp |

| Hp |

| N41 |

| N41 |

| Hm |

| Hm |

| Hn |

| Hn |

| Hr |

| Hr |

| W14 |

| W14 |

| HD |

| HD |

| xA |

| xA |

| xa |

| xa |

| D43 |

| D43 |

| xt |

| xt |

| XA |

| XA |

| Xn |

| Xn |

| D33 |

| D33 |

| Xr |

| Xr |

| G39 |

| G39 |

| V16 |

| V16 |

| V17 |

| V17 |

| sA |

| sA |

| Aa18 |

| Aa18 |

| sw |

| sw |

| O50 |

| O50 |

| sn |

| sn |

| sk |

| sk |

| F29 |

| F29 |

| SA |

| SA |

| Sw |

| Sw |

| Sm |

| Sm |

| Sn |

| Sn |

| V6 |

| V6 |

| Sd |

| Sd |

| qs |

| qs |

| qd |

| qd |

| kA |

| kA |

| km |

| km |

| gm |

| gm |

| gs |

| gs |

| U30 |

| U30 |

| tA |

| tA |

| ti |

| ti |

| tp |

| tp |

| T8 |

| T8 |

| tm |

| tm |

| TA |

| TA |

| D37 |

| D37 |

| di |

| di |

| DA |

| DA |

| Dw |

| Dw |

| Dr |

| Dr |

| Dd |

| Dd |

### Simboluri triliterale
| M1 |

| M1 |

| iwn |

| iwn |

| isw |

| isw |

| awt |

| awt |

| apr |

| apr |

| anx |

| anx |

| P6 |

| P6 |

| aSA |

| aSA |

| wAH |

| wAH |

| wAs |

| wAs |

| wAD |

| wAD |

| wab |

| wab |

| P4 |

| P4 |

| wHm |

| wHm |

| wsr |

| wsr |

| N9 |

| N9 |

| mAa |

| mAa |

| nbw |

| nbw |

| nfr |

| nfr |

| nTr |

| nTr |

| rwD |

| rwD |

| HqA |

| HqA |

| Htp |

| Htp |

| xpr |

| xpr |

| xnt |

| xnt |

| xrp |

| xrp |

| xrw |

| xrw |

| xsf |

| xsf |

| Xnm |

| Xnm |

| Z9 |

| Z9 |

| T11 |

| T11 |

| sbA |

| sbA |

| spr |

| spr |

| M44 |

| M44 |

| zmA |

| zmA |

| snD |

| snD |

| xrp |

| xrp |

| T32 |

| T32 |

| sSm |

| sSm |

| stp |

| stp |

| sDm |

| sDm |

| Sps |

| Sps |

| Sma |

| Sma |

| Sms |

| Sms |

| O42 |

| O42 |

| grg |

| grg |

| DbA |

| DbA |

## Hieroglifele se pot citi în mai multe moduri
Sensul de citire a propozițiilor se face de la stânga înspre dreapta. Acest lucru se poate aplica și cuvintelor separate, dar nu este o regulă definită deoarece sunt cazuri în care citirea se face și de la dreapa înspre stânga, la fel ca în majoritatea limbilor. De obicei sensul de citire al cuvintelor se determină in funcție de orientarea reprezentărilor care alcătuiesc cuvântul, astfel: dacă obiectele, animalele, oamenii sau plantele sunt orientate cu fața înspre stânga, citirea se va face de la stânga, iar dacă sunt orientate înspre dreapta citirea se va face de la dreapta. Dispunerea cuvintelor se poate întâlni si pe coloane, citirea făcându-se de sus în jos sau invers în funcție de conținut.